# والتر آویارد
والتر آویارد (انگلیسی: Walter Aveyard; ۱۱ ژوئن ۱۹۱۸ – ۱۶ ژوئیهٔ ۱۹۸۵) بازیکن فوتبال اهل بریتانیا بود.
از باشگاه‌هایی که در آن بازی کرده‌است می‌توان به باشگاه فوتبال شفیلد ونزدی، باشگاه فوتبال پورت ویل، و باشگاه فوتبال بیرمنگام سیتی اشاره کرد.